# Валдуљијано IV (Авелино)
Валдуљијано IV је насеље у Италији у округу Авелино, региону Кампанија.
Према процени из 2011. у насељу је живело 71 становника. Насеље се налази на надморској висини од 598 м.